# Ténéré
Ténéré je pouštní oblast a přírodní rezervace v severním Nigeru v jižní části Sahary. Oblast je oceňována pro rozmanitost krajiny a výjimečný výskyt rostlinných druhů a divoké zvěře.
V roce 1991 byla oblast společně s rezervací Aïr zařazena na seznam světového dědictví UNESCO, od roku 1992 je i na seznamu světového dědictví v ohrožení. Obě rezervace totiž ohrožuje plánovaná stavba přehrady na řece Mékrou a těžba fosfátů.